# Cloudbuster

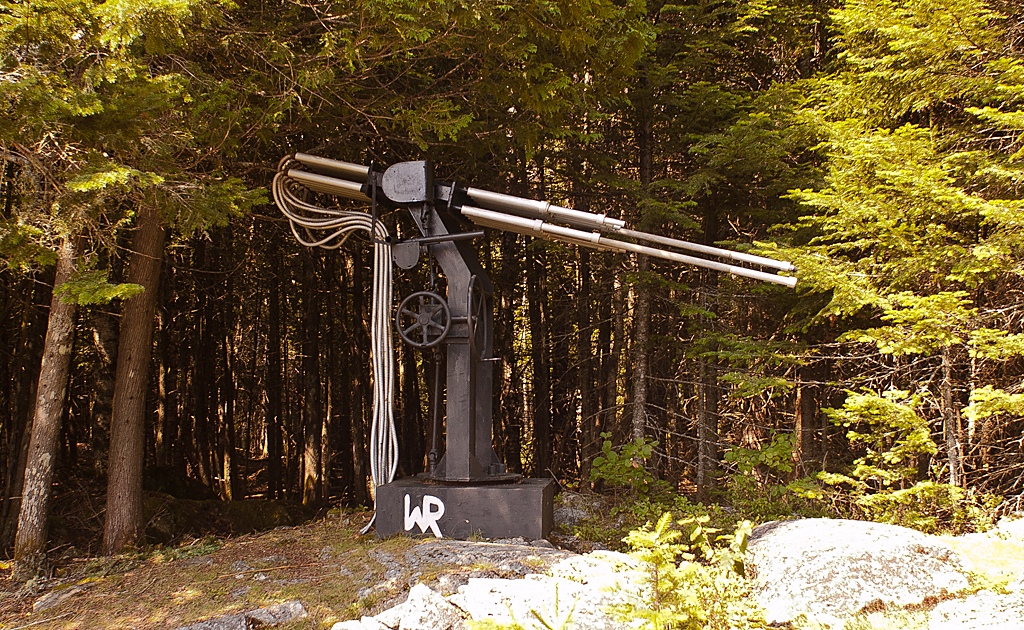
Restos sobrevivientes de un cloudbuster construido por Wilhelm Reich ubicados en Maine

El cloudbuster ("destructor de nubes" en inglés y a veces llamado "chembuster") es un dispositivo pseudocientífico que según su diseñador, el psicoanalista austriaco Wilhelm Reich (1897–1957), podía producir lluvia a través de lo que él llamó "energía orgónica", supuestamente presente en la atmósfera. Se suponía que el cloudbuster debía ser usado de manera similar a un pararrayos: enfocándolo a una ubicación en el cielo y conectándolo a tierra en un material como un cuerpo de agua, que atraería la energía orgónica desde la atmósfera, provocando la formación de nubes y lluvia.

## Construcción
Un cloudbuster consiste en una serie de tubos metálicos huecos paralelos que se conectan en la parte posterior a una serie de mangueras metálicas flexibles de un diámetro igual o ligeramente menor al de los tubos paralelos. Alternativamente, la parte posterior de los tubos se une a un solo tubo de gran diámetro y una manguera metálica flexible. El extremo abierto de estas mangueras se coloca en el agua, la cual Reich creía que es un absorbente natural de orgón. Las tuberías pueden dirigirse hacia áreas del cielo para atraer energía al suelo como un pararrayos. Los restos de uno de los cloudbusters de Reich se encuentran en Rangeley, Maine.

## Historia
En 1951, Reich Afirmó haber descubierto otra forma de energía a la cual llamó "radiación orgónica mortal". Acumulaciones de la cual jugaban un papel en la desertificación. Diseñó entonces un "cloudbuster", filas de tubos de aluminio de 15 pies de largo montadas en una plataforma móvil, conectadas a cables o mangueras metálicas que eran introducidas en agua. Él creía que este dispositivo podía desbloquear energía orgónica en la atmósfera y provocar lluvia. Turner lo describió como "una caja de orgón invertida de dentro hacia afuera".
Reich realizó docenas de experimentos con el cloudbuster, llamando a su investigación "ingeniería orgónica cósmica". Durante una sequía en 1953, dos granjeros en Maine ofrecieron pagarle si podía hacer llover para salvar su cosecha de arándanos. Reich usó el cloudbuster en la mañana del 5 de julio, y de acuerdo con el diario "Bangor's Daily News" -basado en las declaraciones de un testigo anónimo que probablemente fue Peter Reich, el hijo de Wilhelm Reich- esa misma tarde comenzó a llover. La cosecha sobrevivió, los granjeros se declararon satisfechos y Reich recibió su pago. Sin embargo la historia nunca fue confirmada de forma independiente.

## En la cultura popular
El cloudbuster de Wilhelm Reich fue la inspiración para la canción "Cloudbusting " de 1985 de la cantante británica Kate Bush. La canción describe el arresto y el encarcelamiento de Reich a través de los ojos de su hijo, Peter, quien más tarde escribió la memoria A Book of Dreams (1973). Un cloudbuster, que solo tiene un parecido superficial con el artículo original, fue diseñado y construido para el video. El video, pensado por Bush para ser una película narrativa corta más que un video musical tradicional, fue concebido por Terry Gilliam y Kate Bush, y dirigido por Julian Doyle. El video está protagonizado por el actor Donald Sutherland como Reich y Bush como su hijo Peter. 
Algunos creyentes en la teoría conspirativa de las estelas químicas (chemtrails) han construido cloudbusters rellenados con cristales y limaduras de metal, que apuntan hacia el cielo en un intento de "limpiarlo" de chemtrails. De ahí que también se los conozca como "Chembusters". 